# Eucrante
Eucrante (en grec antic Εὐκράντη) va ser segons la mitologia grega, una de les cinquanta Nereides, filla de Nereu, un déu marí fill de Pontos, i de Doris, una nimfa filla d'Oceà i de Tetis. La mencionen Hesíode i Apol·lodor a les llistes que donen de les nereides. Segons Apol·lodor, era la deessa protectora dels viatges i de les pesques abundants.
Va donar nom a l'asteroide (247) Eucrante, que pertany al cinturó d'asteroides.